# ザ・レイド
『ザ・レイド』（原題：The Raid -Redemption-）は、ギャレス・エヴァンス監督・脚本、イコ・ウワイス主演による2011年のインドネシアの格闘技アクション映画。
麻薬王が支配する高層ビルを舞台に、強制捜査に入ったSWAT部隊と、それを迎え撃つギャングたちの戦いを描く。
続編として『ザ・レイド GOKUDO』がある。

## キャスト
- ラマ - イコ・ウワイス

新米SWAT隊員。妊娠している妻がいる。
- マッド・ドッグ - ヤヤン・ルヒアン（インドネシア語版）

麻薬王の側近。格闘技の使い手。
- ジャカ - ジョー・タスリム

巡査部長。SWAT部隊の隊長。
- アンディ - ドニー・アラムシャー（英語版）

麻薬王の側近。頭脳派。
- タマ・リヤディ - レイ・サヘタピー

麻薬王。高層ビルを支配し、そこに数多くの悪党を住まわせている。
- ワヒュ - ピエール・グルノ

警部補。SWAT部隊の指揮を執る。
- ボウォ - テガール・サトリヤ

SWAT隊員。直情的な性格で、ラマと対立する。

## 製作
イコ・ウワイスと共に『ザ・タイガーキッド〜旅立ちの鉄拳〜』を製作したギャレス・エヴァンスは、次回作として『Berandal』の製作に取り掛かったものの予算的問題によって一時中断し、限定空間におけるサバイバル・ホラー的なストーリーが新たに考えられた（『Berandal』は後に続編『ザ・レイド GOKUDO』として製作される）。
劇中のSWAT隊員を演じる俳優たちは、インドネシア海軍の特殊部隊「KOPASKA」による訓練を受けている。

## 公開
2011年9月にワールド・プレミアが第36回トロント国際映画祭で行われ、評論家に高評価された上、ミッドナイト・マッドネス賞を受賞した。
アメリカ合衆国ではソニー・ピクチャーズ クラシックスが権利を獲得できなかったため、タイトルが『The Raid: Redemption』に変更された。

## 日本でのプロモーション
日本での公開初日にあたる2012年10月27日、プロモーションで出演者のイコ・ウワイスとヤヤン・ルヒアン、監督のギャレス・エヴァンスらが来日してイベントを行った。イコは倉田保昭、ヤヤンは千葉真一と共演したいと言い、ヤヤンは「彼（千葉真一）のアクションは本当に勉強になります」と日本が誇る世界のアクションスターに敬意を表した。エヴァンスも三池崇史・北野武のファンと語るなど、3人が日本映画の影響を受けていることを語っている。

## 批評家の反応
批評家には概ね高評価され、Rotten Tomatoesでは136件のレビューで支持率は84%となった。また、Metacriticでは31件のレビューを基に加重平均値は73/100となった。一方で、ロジャー・イーバートはキャラクターに深みが無いと批判した。
映画秘宝の2012年度ベスト映画では、第1位となった。

## 続編
続編『ザ・レイド GOKUDO』が2014年3月（日本では2014年11月）に公開された。監督は引き続きギャレス・エヴァンスが務め、俳優にはイコ・ウワイスらのほか、松田龍平、遠藤憲一、北村一輝などが日本の暴力団・後藤組の関係者役で出演した。